# Torre Angela
Torre Angela è la tredicesima zona di Roma nell'Agro romano, indicata con Z. XIII.
Il toponimo indica anche una frazione di Roma Capitale e la zona urbanistica 8F del Municipio Roma VI.

## Geografia fisica

### Territorio
Si trova nell'area est del comune, a ridosso ed esternamente al Grande Raccordo Anulare.
La zona confina:
- a nord con la zona Z. IX Acqua Vergine[1]
- a sud-est con la zona Z. XIV Borghesiana[2]
- a sud con le zone Z. XVII Torre Gaia[3] e Z. XVI Torrenova[4]
- a ovest con la zona Z. XII Torre Spaccata[5]

## Storia
La zona prende il nome da una torre, Turris Aegidi Angeli, nella tenuta di Tor Angela appartenuta, nel XIV secolo, ad Angelo Del Bufalo.

## Monumenti e luoghi d'interesse

### Architetture religiose
- Chiesa di Santa Maria Madre del Redentore, su viale Duilio Cambellotti. Chiesa del XX secolo (1985-87).
- Chiesa di Santa Rita a Torre Angela, su via Acquaroni. Chiesa del XX secolo. 41.86581°N 12.644944°E

Parrocchia eretta il 19 settembre 1960 con il decreto del cardinale vicario Clemente Micara "Neminem fugit".
- Chiesa dei Santi Simone e Giuda Taddeo a Torre Angela, su via di Torrenova. Chiesa del XX secolo. 41.874958°N 12.619985°E

Parrocchia eretta il 4 aprile 1961 con il decreto del cardinale vicario Clemente Micara "Qua celeritate".
- Chiesa di Sant'Edith Stein, su via Siculiana. Chiesa del XXI secolo (2005-09).
- Chiesa di San Massimiliano Kolbe, su via Polizzi Generosa. Chiesa del XXI secolo (2007-09).

### Siti archeologici
- Villa della via Gabina, su via dell'Archeologia. Villa del III secolo a.C.[7] 41.878266°N 12.628684°E
- Ponte di Nona, su via Prenestina (IX miglio). Ponte del II secolo a.C. sul fosso omonimo. 41.891607°N 12.658535°E
- Basolato dell'antica via Gabina, presso via Agostino Mitelli e via Giovanni Castano. 41.882742°N 12.626522°E

Tratto della via che conduceva a Gabii, divenuta successivamente via Prenestina.
- Sepolcro a via dei Ruderi di Torrenova, su via dei Ruderi di Torrenova. Sepolcro dell'età imperiale. 41.869736°N 12.607045°E
- Sepolcro su via Casilina, su via Casilina altezza via dei Ruderi di Torrenova. Sepolcro dell'età imperiale. 41.864874°N 12.606275°E
- Tor Bella Monaca, su via di Torrenova. Torre del XIII secolo. 41.865117°N 12.619052°E
- Due torri, su via dei Ruderi di Torrenova. Torri del XIII secolo. 41.869317°N 12.606988°E

### Aree naturali
- Parco dell'Acqua e del Vino, compreso tra via Montelepre, via Polizzi Generosa e via Giardinello. 41.885114°N 12.664692°E

Nel parco sono presenti un vigneto, il fosso di Pratolungo e alcuni bacini idrici.

## Cultura
- Teatro Tor Bella Monaca, in via Bruno Cirino. 41.869716°N 12.633343°E

## Geografia antropica

Mappa dettagliata di Torre Angela

### Urbanistica
Nel territorio di Torre Angela si estende l'omonima zona urbanistica 8F e rientra nel piano particolareggiato di Zona "O" 24.

### Suddivisioni storiche
Del territorio di Torre Angela fanno parte, oltre l'omonima frazione, quelle di Colle Monfortani, la parte di Colle Prenestino a sud della via Prenestina, Prato Fiorito e Tor Bella Monaca.

## Sport

### Calcio
- S.S. Torre Angela (colori sociali giallo blu) che, nel campionato 2020-21, milita nel campionato maschile di Promozione.[9]